# Hứa Ngân Xuyên
Hứa Ngân Xuyên (giản thể: 许银川, bính âm: Xǔ Yín Chuān), sinh 5 tháng 8 năm 1975, người Huệ Lai, Quảng Đông, Trung Quốc, là một đại kiện tướng cờ tướng Trung Quốc.
Ông từng 3 lần giành chức vô địch thế giới (1999, 2003, 2007) , vô địch châu Á năm 2013, 6 lần vô địch quốc gia (1993, 1996, 1998, 2001, 2006, 2009) và là một trong những kì thủ xuất sắc nhất thế giới hiện nay.
Năm lên 3 tuổi, Hứa Ngân Xuyên đã học đánh cờ, năm 1988 đã gia nhập đội cờ tướng Trung Quốc của tỉnh Quảng Đông. Năm 1993, đoạt giải quán quân cá nhân giải cờ vua toàn Trung Quốc, thăng cấp đại kiện tướng, trở thành người trẻ tuổi thứ hai trong các quán quân cờ tướng toàn quốc Trung Quốc sau Hồ Vinh Hoa.
Ông từng là học trò của Dương Quan Lân, Thái Phúc Như và Lữ Khâm.